# WTA-toernooi van Taipei
Het WTA-toernooi van Taipei is een jaarlijks terugkerend tennistoernooi voor vrouwen dat wordt georganiseerd in de Taiwanese hoofdstad Taipei. De officiële naam van het toernooi is Taipei OEC Open.
De WTA organiseert het toernooi dat sinds 2012 in de categorie "Challenger" valt en wordt gespeeld op overdekte tapijtbanen.

## Geschiedenis
Onder de naam "Taiwan Open" werd op de Taipei Municipal Tennis Courts door de WTA een toernooi georganiseerd in de jaren 1986–1989 en 1992–1994. In 1997 en in de periode 2008–2011 werden er ITF-toernooien gehouden onder de naam "Taipei Ladies Open".

### Historische WTA-finales enkelspel
| datum      | winnares           | verliezend finaliste | uitslag            |
| ---------- | ------------------ | -------------------- | ------------------ |
| 1986-10-06 | Patricia Hy        | Adriana Villagrán    | 6-7, 6-2, 6-3      |
| 1987-04-20 | Anne Minter        | Claudia Porwik       | 6-4, 6-1           |
| 1988-04-18 | Stephanie Rehe     | Brenda Schultz       | 6-4, 6-4           |
| 1989-04-24 | Anne Minter        | Cammy MacGregor      | 6-1, 4-6, 6-2      |
| 1990–1991  | niet georganiseerd | niet georganiseerd   | niet georganiseerd |
| 1992-09-29 | Shaun Stafford     | Ann Grossman         | 6-1, 6-3           |
| 1993-10-05 | Wang Shi-ting      | Linda Harvey-Wild    | 6-1, 7-6           |
| 1994-11-14 | Wang Shi-ting      | Kyōko Nagatsuka      | 6-1, 6-3           |

### Historische WTA-finales dubbelspel
| jaar      | winnaressen                             | verliezend finalistes             | uitslag            |
| --------- | --------------------------------------- | --------------------------------- | ------------------ |
| 1986      | Lea Antonoplis Barbara Gerken           | Gigi Fernández Susan Leo          | 6-1, 6-2           |
| 1987      | Cammy MacGregor Cynthia MacGregor       | Sandy Collins Sharon Walsh-Pete   | 7-6, 5-7, 6-4      |
| 1988      | Patty Fendick Ann Henricksson           | Belinda Cordwell Julie Richardson | 6-2, 2-6, 6-2      |
| 1989      | Maria Lindström Heather Ludloff         | Cecilia Dahlman Nana Miyagi       | 4-6, 7-5, 6-3      |
| 1990–1991 | niet georganiseerd                      | niet georganiseerd                | niet georganiseerd |
| 1992      | Jo-Anne Faull Julie Richardson          | Amanda Coetzer Cammy MacGregor    | 3-6, 6-3, 6-2      |
| 1993      | Yayuk Basuki Nana Miyagi                | Jo-Anne Faull Kristine Radford    | 6-4, 6-2           |
| 1994      | Michelle Jaggard-Lai Rene Simpson-Alter | Nancy Feber Alexandra Fusai       | 6-0, 7-6           |

## Recente finales

### Enkelspel
| Datum      | Naam                   | Cat.       | ($)     | Ondergrond     | Winnares            | Verliezend finaliste | Uitslag       |         |
| ---------- | ---------------------- | ---------- | ------- | -------------- | ------------------- | -------------------- | ------------- | ------- |
| 2012-10-29 | Taipei WTA Ladies Open | Challenger | 125.000 | tapijt, binnen | Kristina Mladenovic | Chang Kai-chen       | 6-4, 6-3      | details |
| 2013-11-04 | Taipei WTA Ladies Open | Challenger | 125.000 | tapijt, binnen | Alison Van Uytvanck | Yanina Wickmayer     | 6-4, 6-2      | details |
| 2014-11-03 | Taipei WTA Ladies Open | Challenger | 125.000 | tapijt, binnen | Vitalia Djatsjenko  | Chan Yung-jan        | 1-6, 6-2, 6-4 | details |
| 2015-11-16 | Taipei WTA Ladies Open | Challenger | 125.000 | tapijt, binnen | Tímea Babos         | Misaki Doi           | 7-5, 6-3      | details |
| 2016-11-14 | Taipei WTA Ladies Open | Challenger | 125.000 | tapijt, binnen | Jevgenia Rodina     | Chang Kai-chen       | 6-4, 6-3      | details |
| 2017-11-13 | Taipei OEC Open        | Challenger | 125.000 | tapijt, binnen | Belinda Bencic      | Arantxa Rus          | 7-6, 6-1      | details |
| 2018-11-12 | Taipei OEC Open        | Challenger | 125.000 | tapijt, binnen | Luksika Kumkhum     | Sabine Lisicki       | 6-1, 6-3      | details |
| 2019-11-11 | Taipei OEC Open        | Challenger | 125.000 | tapijt, binnen | Vitalia Djatsjenko  | Tímea Babos          | 6-3, 6-2      | details |

### Dubbelspel
| Datum      | Naam                   | Cat.       | ($)     | Ondergrond     | Winnaressen                             | Verliezend finalistes                  | Uitslag                 |         |
| ---------- | ---------------------- | ---------- | ------- | -------------- | --------------------------------------- | -------------------------------------- | ----------------------- | ------- |
| 2012-10-29 | Taipei WTA Ladies Open | Challenger | 125.000 | tapijt, binnen | Chan Hao-ching Kristina Mladenovic      | Chang Kai-chen Volha Havartsova        | 5-7, 6-2, [10-8]        | details |
| 2013-11-04 | Taipei WTA Ladies Open | Challenger | 125.000 | tapijt, binnen | Caroline Garcia Jaroslava Sjvedova      | Anna-Lena Friedsam Alison Van Uytvanck | 6-3, 6-3                | details |
| 2014-11-03 | Taipei WTA Ladies Open | Challenger | 125.000 | tapijt, binnen | Chan Hao-ching Chan Yung-jan            | Chang Kai-chen Chuang Chia-jung        | 6-4, 6-3                | details |
| 2015-11-16 | Taipei WTA Ladies Open | Challenger | 125.000 | tapijt, binnen | Kanae Hisami Kotomi Takahata            | Marina Melnikova Elise Mertens         | 6-1, 6-2                | details |
| 2016-11-14 | Taipei WTA Ladies Open | Challenger | 125.000 | tapijt, binnen | Natela Dzalamidze Veronika Koedermetova | Chang Kai-chen Chuang Chia-jung        | 4-6, 6-3, [10-5]        | details |
| 2017-11-13 | Taipei OEC Open        | Challenger | 125.000 | tapijt, binnen | Veronika Koedermetova Aryna Sabalenka   | Monique Adamczak Naomi Broady          | 2-6, 7-6, [10-6]        | details |
| 2018-11-12 | Taipei OEC Open        | Challenger | 125.000 | tapijt, binnen | Ankita Raina Karman Thandi              | Olga Dorosjina Natela Dzalamidze       | 6-3, 5-7, [12-12], opg. | details |
| 2019-11-11 | Taipei OEC Open        | Challenger | 125.000 | tapijt, binnen | Lee Ya-hsuan Wu Fang-hsien              | Dalila Jakupović Danka Kovinić         | 4-6, 6-4, [10-7]        | details |

2012 · 2013 · 2014 · 2015 · 2016 · 2017 · 2018 · 2019
ITF-toernooien (mannen en vrouwen)

ATP-toernooien (mannen) – ATP-seizoen 2025

WTA-toernooien (vrouwen) – WTA-seizoen 2025

Voormalige toernooien mannen
Voormalige toernooien vrouwen
Voormalige amateurtoernooien